# 民族大団結五大方針
民族大団結五大方針（みんぞくだいたんけつごだいほうしん）とは、1998年4月、金正日朝鮮労働党政治局常務委員兼組織指導部部長（当時）が、全朝鮮諸政党社会団体代表者連席会議（南北連席会議）50周年記念中央研究討論会に送った書簡『全民族が大団結して祖国の自主的平和統一を成し遂げよう』で掲げた5項目の方針を指す、朝鮮民主主義人民共和国（北朝鮮）の用語。

## 概要

### 提唱
北朝鮮は1994年から数年続いた深刻な飢餓「苦難の行軍」が終息に近づきつつあり、一方、金正日と義弟の張成沢朝鮮労働党組織指導部第一副部長により大規模な粛清である「深化組事件」が行われていた。
1998年4月20日、平壌で開催された南北連席会議50周年記念中央研究討論会に際し、4月18日付で本書簡を送った。
同年5月5日付労働新聞は、「全民族大団結５大方針を具現し祖国統一を早めよう」と題した社説を掲載し、国内外の朝鮮民族同胞に金日成が示した全民族大団結十大綱領と、金正日が示した本方針を掲げ「民族の団合と祖国統一のための大行進に拍車を掛けよう」とした。同紙はこの書簡を、「祖国統一を早く成し遂げられる道を全面的に明らかにした」と評した。

### その後
同年8月31日、北朝鮮はテポドン1号のミサイル発射実験を行い、北東アジアの平和と安定の深刻な懸念材料となっていった。そして、9月5日、金正日は国防委員会委員長に推戴された。

## 日本国内
在日本朝鮮人総聯合会（朝鮮総聯）は、祖国統一三大憲章と民族大団結五大方針を「統一運動の指針」として活動していることを表明している。